# Казаченко, Юрий Георгиевич
Ю́рий Гео́ргиевич Казаче́нко (род. 9 мая 1935, ст. Анастасиевская, Азово-Черноморский край, РСФСР, СССР) — советский и казахстанский партийный, хозяйственный и общественный деятель, инженер.

## Биография

### Образование
В 1958 окончил Грозненский нефтяной техникум.

### Трудовая деятельность
В 1958—1962 годах работал на добыче нефти мастером и оператором в Макате. В 1962—1965 гг. — на нефтегазовом промысле Шубаркудук объединения «Казахстаннефть». В 1965—1972 гг. — главный инженер НГДУ «Кенкиякнефть» .
С 1972 по 1988 годы — на партийной, советской работе. Секретарь районного комитета Коммунистической партии Казахстана, первый секретарь Мангышлакского обкома партии, председатель облисполкома.
С 1995 года — торговый представитель Казахстана в России. С 2004 года — пенсионер.
Депутат Верховного Совета Казахской ССР.

## Семья
Отец — Георгий Иванович Казаченко, мать — Матрёна Иосифовна Казаченко.

## Награды
Дважды награжден орденом Трудового Красного Знамени и медалями.